# Mario Vanemerak
Mario Vanemerak (Firmat, Santa Fe, Argentina, 15 de agosto de 1963) es un exfutbolista, exentrenador y presentador deportivo colombiano-argentino, conocido especialmente por ser campeón con Millonarios Fútbol Club y ser ídolo de su hinchada.

## Vida personal
Tiene 3 hijos, [cita requerida] el mayor, Oscar Vanemerak, llegó a jugar en las Ligas regionales de Argentina.[cita requerida].

## Trayectoria

### Como jugador

#### Vélez Sarsfield
Llegó a Vélez Sarsfield a los quince años para empezar a jugar en 1980. Ese año jugó en la Sexta División y sus técnicos fueron Alfredo Bermúdez y Juan Carlos Montaño, entre otros. Luego avanzó hasta la Cuarta División con algunos partidos en Tercera hasta que, después de que Vélez Sarsfield tenía un gran equipo dirigido por Solari, subieron a estos técnicos de inferiores a Primera y con el tiempo fue ascendido a la Primera de Vélez.
En 1982, debutó en Primera División contra Nueva Chicago ganaron y fue elegido como la figura. El miércoles siguiente fue al banco de nuevo y jugó el segundo tiempo contra Boca Juniors y nuevamente fue escogido como la figura del partido y de ahí en adelante continuó prácticamente como titular con "Toto" Lorenzo donde jugó casi todo 1982, después se fue el "Toto" Lorenzo y llegó Roberto Rojel, en 1983, y continuo siendo titular. En seguida, llegó Alfio Basile, con quien fueron subcampeones perdieron la final en partido extra contra Argentinos Juniors.

"Bilardo sólo me convocó a la selección para entrenar. Si jugase en un equipo grande, ahora estaría en México". Declaraciones Mario Vanemerak, jugador de Vélez tras no ser convocado al mundial de México 86.

Después de la etapa con Basile, Vanemerak tuvo dos muy buenos años hasta que, a mediados de 1987 fue vendido al Millonarios de Colombia.
En Vélez Sarsfield disputó 175 partidos y anotó 20 goles entre 1982-1987. Además compartió camerino con grandes jugadores como: Nery Pumpido, Carlos Bianchi, Carlos Ischia, Navarro Montoya y Diego Simeone.

#### Millonarios FC y cesión en Racing
Tras tener unas temporadas muy buenas con Vélez Sarsfield, la dupla técnica del Dr. Gabriel Ochoa Uribe y Tucho Ortiz lo buscaron para que jugará en el América de Cali pero tras no concretarse nada Independiente Santa Fe le hace una mejor oferta. Ya estando en Bogotá y por recomendación de Carlos Bilardo, Vanemerak termina fichando a último momento con Millonarios.
Finalmente en 1987, Millonarios en Colombia, en donde obtuvo los campeonatos de 1987 y 1988 formando un excelente mediocampo con Eduardo Pimentel. Su buen nivel lo llevó a estar en el radar de Carlos Bilardo en los convocados a Italia 90 pero al igual que en México 86 no sería convocado.
Luego de que se suspendiera la temporada 1989 del FPC por la muerte del árbitro Ortega, Mario es cedido en el Racing Club, con la Academia llegó junto con John Edison Castaño y Alberto Vivalda. Su único gol allí lo anotó gracias a una asistencia del Tata Brown. Posteriormente retornó a Millonarios para la temporada de 1990-1991.
En el equipo embajador compartió plantel con varios jugadores mundialistas como: Óscar Córdoba, Barrabas Gómez, Gambeta Estrada, Arnoldo Iguarán, Rubén Darío Hernández y Sergio Goycochea; Además de otros destacados como Nilton Bernal, Pocillo Díaz, Alberto Gamero y sus compatriotas Rubén Cousillas, Pájaro Juárez y Panza Videla.
Entre sus dos etapas con el club embajador disputaria 138 partidos y anotoria 16 goles: en liga 126 partidos - 14 goles; en Copa Libertadores 12 partidos - 2 goles.

#### Últimos años
En el segundo semestre de 1991 ficha en Quilmes AC. En 1992 jugó para el Deportivo Quito de Ecuador. En 1993, estuvo en Chaco For Ever al norte de Argentina y en 1994 retornó a Ecuador para actuar en Deportivo Quito y de ahí pasó a Provincial Osorno de Chile 1995-1996, en donde anotó 9 goles en 50 partidos, después se retiró a causa de una lesión de cartílago.
Para 1999 regreso a Colombia y se llegó a entrenar con Millonarios, aunque no volvería a jugar se quedó a vivir en la ciudad de  Bogotá.

### Como entrenador
Tras no recuperarse de su lesión comenzó a ser entrenador en etapas formativas y sénior.
| Club                              | País     | Año           |
| --------------------------------- | -------- | ------------- |
| Colegio Nueva Granada             | Colombia | 1999 - 2007   |
| Universidad Sergio Arboleda       | Colombia | 1999 - 2007   |
| Escuela de Fútbol Mario Vanemerak | Colombia | 2000-presente |

Eduardo Pimentel lo llamó a finales del 2003 para dirigir al  Bogotá Chicó en los dos partidos contra Pumas de Casanare en la final de la Categoría Primera B venciéndolos en el juego de ida disputado en Bogotá 1-0 e igualando como visitantes en Yopal 1-1. En el 2004 se desempeña como Asistente Técnico de Eduardo Pimentel en Bogotá Chicó.
El 13 de abril del 2005 comenzó en su carrera como técnico dirigiendo al Boyacá Chicó en la victoria (2:0) contra el Junior en partido aplazado de la fecha cinco del Torneo Apertura donde dura hasta el 5 de marzo de 2006 en el empate de la fecha cinco del Torneo Apertura.

#### Millonarios
Vanemerak asumió como Director Técnico el 4 de septiembre de 2007, un dato curioso con su llegada fue que pasaron 22 años para que un entrenador argentino volviera a dirigir al club 'embajador' tras Eduardo Luján Manera en 1985.
Debutó en la tercera fase de la Copa Sudamericana 2007, donde Millonarios eliminó a uno de sus grandes rivales, Atlético Nacional; el primer partido disputado en la capital antioqueña terminó (2:3) a favor de Millonarios y en Bogotá igualaron 0:0. El 25 de septiembre, en octavos de final, Millonarios eliminó a Colo-Colo de Chile. Los juegos de ida y vuelta finalizaron (1:1). La clasificación se definió en Santiago de Chile desde los lanzamientos desde el punto penal, que ganó Millonarios por (7:6). El 10 de octubre venció por (0:1) al São Paulo FC en el Estadio Morumbi en el partido de ida de los cuartos de final, convirtiéndose en el primer equipo colombiano en ganar en São Paulo por torneos oficiales (ya había sido antes el único en ganar en juegos amistosos); en el partido de vuelta disputado el 24 del mismo mes en Bogotá, Millonarios ganó por (2:0) con dos anotaciones de Ricardo Ciciliano, avanzando a las Semifinales, fase en la cual se enfrentó con el América de México. El juego de ida disputado el 7 de noviembre en la capital colombiana finalizó (2:3) a favor del conjunto visitante luego que Millonarios arrancara perdiendo (0:2) y lograra empatar el juego. La vuelta se jugó en Toluca en el Estadio Nemesio Díez el 13 del mismo mes; con resultado final de (2:0) a favor del América de México.

#### Provincial Osorno
En mayo de 2008 es anunciado como nuevo entrenador de Provincial Osorno de la Primera división chilena, en reemplazo de Osvaldo Hurtado. Luego de entreveros con el plantel, en octubre de 2008 fue suspendido de sus labores,y luego siendo despedido del club.

## Selecciones nacionales

### Juvenil
Actuó con Argentina en la Copa Mundial Sub-20 en México en 1983 bajo la dirección técnica de Carlos Pachamé; disputó los 6 partidos del torneo y anotó 1 gol el primero en la victoria de Argentina ante Checoslovaquia en el Estadio León. 
| Copa                                   | Sede   | Resultado  | Partidos | Goles |
| -------------------------------------- | ------ | ---------- | -------- | ----- |
| Copa Mundial de Fútbol Juvenil de 1983 | México | Subcampeón | 6        | 1     |

### Estadística
| # | Día                 | Lugar            | Partido                       | Competición    |
| - | ------------------- | ---------------- | ----------------------------- | -------------- |
| 1 | 4 de junio de 1983  | Estadio Azteca   | Argentina 5-0 China           | Mundial Sub-20 |
| 2 | 7 de junio de 1983  | Estadio Nou Camp | Argentina 3-0 Austria         | Mundial Sub-20 |
| 3 | 9 de junio de 1983  | Estadio Nou Camp | Argentina 2-0 República Checa | Mundial Sub-20 |
| 4 | 12 de junio de 1983 | Estadio Nou Camp | Argentina 2-1 Holanda         | Mundial Sub-20 |
| 5 | 15 de junio de 1983 | Estadio Azteca   | Argentina 1-0 Polonia         | Mundial Sub-20 |
| 6 | 19 de junio de 1983 | Estadio Azteca   | Argentina 0-1 Brasil          | Mundial Sub-20 |

### Mayor
Disputó 1 partido con la  Selección Argentina de Mayores en las Eliminatorias rumbo al mundial México 1986.
Ya próximo disputarse el mundial recibió el llamado en la lista de pre-convocados por parte del entrenador Carlos Bilardo, pero a la hora de dar el listado definitivo sería el último desafectado juntó con Ricardo Gareca. 
| Copa                                                             | Sede            | Resultado    | Partidos | Goles |
| ---------------------------------------------------------------- | --------------- | ------------ | -------- | ----- |
| Eliminatorias de Conmebol para la Copa Mundial de Fútbol de 1986 | América del Sur | Clasificados | 1        | 0     |

## Clubes

### Como jugador
| Club              | País      | Año       |
| ----------------- | --------- | --------- |
| Vélez Sarsfield   | Argentina | 1982-1987 |
| Millonarios       | Colombia  | 1987-1989 |
| Racing Club       | Argentina | 1989-1990 |
| Millonarios       | Colombia  | 1990-1991 |
| Quilmes           | Argentina | 1991      |
| Deportivo Quito   | Ecuador   | 1992      |
| Chaco For Ever    | Argentina | 1993      |
| Deportivo Quito   | Ecuador   | 1994      |
| Provincial Osorno | Chile     | 1995-1996 |

### Como asistente técnico
| Club         | País     | Año       | Asistente De     |
| ------------ | -------- | --------- | ---------------- |
| Boyacá Chicó | Colombia | 2003-2005 | Eduardo Pimentel |

### Como director técnico
| Club              | País     | Año       |
| ----------------- | -------- | --------- |
| Boyacá Chicó      | Colombia | 2005-2006 |
| Millonarios       | Colombia | 2007-2008 |
| Provincial Osorno | Chile    | 2008      |
| Patriotas Boyacá  | Colombia | 2009      |
| Real Cartagena    | Colombia | 2011-2012 |

## Estadísticas como jugador

### Clubes[11]
| Competición                   | Partidos | Goles | Promedio |
| ----------------------------- | -------- | ----- | -------- |
| Primera División de Argentina | 228      | 22    | 0,10     |
| Primera División de Colombia  | 126      | 14    | 0,11     |
| Primera División de Ecuador   | 50       | 1     | 0,02     |
| Primera División de Chile     | 49       | 8     | 0,16     |
| Segunda División de Argentina | 17       | 0     | 0,00     |
| Copa Chile                    | 1        | 1     | 1,00     |
| Copa Libertadores             | 12       | 2     | 0,17     |
| Total                         | 483      | 48    | 0,10     |

### Selección[11]
| Selección                 | Año                       | Partidos | Goles |
| ------------------------- | ------------------------- | -------- | ----- |
| Sub-20                    | 1983                      | 6        | 1     |
| Total                     | Total                     | 6        | 1     |
| Mayores                   | 1985                      | 1        | 0     |
| Total                     | Total                     | 1        | 0     |
| Total Selección Argentina | Total Selección Argentina | 7        | 1     |

## Estadísticas como entrenador
| Boyacá Chicó · Colombia     | 2ª                  | 2003 (e)            | 2   | 1  | 1  | 0  | -  | - | - | - | - | - | - | - | 2   | 1  | 1  | 0  | 66.67% |
| Boyacá Chicó · Colombia     | 1ª                  | 2005                | 24  | 7  | 7  | 10 | -  | - | - | - | - | - | - | - | 24  | 7  | 7  | 10 | 38.89% |
| Boyacá Chicó · Colombia     | 1ª                  | 2006                | 5   | 1  | 2  | 2  | -  | - | - | - | - | - | - | - | 5   | 1  | 2  | 2  | 33.33% |
| Boyacá Chicó · Colombia     | Total               | Total               | 31  | 9  | 10 | 12 | 0  | 0 | 0 | 0 | 0 | 0 | 0 | 0 | 31  | 9  | 10 | 12 | 39.78% |
| Millonarios · Colombia      | 1ª                  | 2007                | 11  | 4  | 4  | 3  | -  | - | - | - | 8 | 3 | 3 | 2 | 19  | 7  | 7  | 5  | 49.12% |
| Millonarios · Colombia      | 1ª                  | 2008                | 13  | 4  | 5  | 4  | 3  | 1 | 1 | 1 | - | - | - | - | 16  | 5  | 6  | 5  | 43.75% |
| Millonarios · Colombia      | Total               | Total               | 24  | 8  | 9  | 7  | 3  | 1 | 1 | 1 | 8 | 3 | 3 | 2 | 35  | 12 | 13 | 10 | 46.67% |
| Provincial Osorno · Chile   | 1ª                  | 2008                | 15  | 3  | 1  | 11 | -  | - | - | - | - | - | - | - | 15  | 3  | 1  | 11 | 22.22% |
| Provincial Osorno · Chile   | Total               | Total               | 15  | 3  | 1  | 11 | 0  | 0 | 0 | 0 | 0 | 0 | 0 | 0 | 15  | 3  | 1  | 11 | 22.22% |
| Patriotas Boyacá · Colombia | 2ª                  | 2009                | 13  | 4  | 6  | 3  | 3  | 1 | 1 | 1 | - | - | - | - | 16  | 5  | 7  | 4  | 45.83% |
| Patriotas Boyacá · Colombia | Total               | Total               | 13  | 4  | 6  | 3  | 3  | 1 | 1 | 1 | 0 | 0 | 0 | 0 | 16  | 5  | 7  | 4  | 45.83% |
| Real Cartagena · Colombia   | 1ª                  | 2011                | 15  | 2  | 4  | 9  | -  | - | - | - | - | - | - | - | 15  | 2  | 4  | 9  | 22.22% |
| Real Cartagena · Colombia   | 1ª                  | 2012                | 14  | 4  | 5  | 5  | 6  | 1 | 1 | 4 | - | - | - | - | 20  | 5  | 6  | 9  | 35%    |
| Real Cartagena · Colombia   | Total               | Total               | 29  | 6  | 9  | 14 | 6  | 1 | 1 | 4 | 0 | 0 | 0 | 0 | 35  | 7  | 10 | 18 | 29.52% |
| Total en su carrera         | Total en su carrera | Total en su carrera | 112 | 30 | 35 | 47 | 12 | 3 | 3 | 6 | 8 | 3 | 3 | 2 | 132 | 36 | 41 | 55 | 37.62% |
| 1. 2.                       |                     |                     |     |    |    |    |    |   |   |   |   |   |   |   |     |    |    |    |        |

## Palmarés

### Como jugador
| Título                                      | Equipo/Club                             | País     | Año  |
| ------------------------------------------- | --------------------------------------- | -------- | ---- |
| Copa Mundial de Fútbol Juvenil - Subcampeón | Selección de fútbol sub-20 de Argentina | México   | 1983 |
| Primera División                            | Millonarios                             | Colombia | 1987 |
| Primera División                            | Millonarios                             | Colombia | 1988 |

## Presencia en los medios

### Filmografía
| Título          | Año       | Cadena    | Rol       |
| --------------- | --------- | --------- | --------- |
| La Telepolemica | 2009      | Canal Uno | Panelista |
| Contragolpe     | 2010      | Canal 13  | Panelista |
| La Telepolemica | 2011-2017 | Canal Uno | Panelista |

### Radio
| Título       | Año  | Cadena       | Rol          |
| ------------ | ---- | ------------ | ------------ |
| Rock and Gol | 2013 | Radioacktiva | Comentarista |

## Polémicas
En 1999 protagonizó una fuerte pelea en la sede deportiva de Millonarios con el entrenador Jorge Luis Pinto, luego de que éste le insinuara ser un espía del también entrenador Chiqui García, para ir por su cargo.
El año 2008 fue de mucho protagonismo por parte de Vanemerak, debido a sus acciones y declaraciones dentro y fuera de las canchas. Luego que el delantero chileno Patricio Galaz desistiera de llegar al club bogotano, Vanemerak afirmó que él era un "huevón de 31 años, pensando hablar con la mamá a ver si viene o no. Es una falta de respeto hacia el club. Si él firmó un contrato tiene que cumplirlo, si no hubiera dicho desde un principio que no venía y listo, pero no puede jugar con la gente de esta institución".
En el mes de febrero, el argentino denunció a las directivas de Millonarios, de apropiarse de dineros de transferencias de jugadores, luego de los fallidos intentos por contratar a Galaz y Eric Obinna. Además, los acusó de querer "echarlo" del club. El día 19 del mismo mes, Mario Vanemerak vetó a los periodistas del diario El Tiempo, quien manifestó "Para llamar a hacer notas sí están, pero para colaborar, no".
El 22 de marzo, una vez finalizada la edición 250 del clásico capitalino, en el cual fue expulsado, Vanemerak emprendió contra el entrenador de Santa Fe, Fernando Castro y contra el árbitro de la contienda, Héctor Jairo Parra. Por estos hechos fue suspendido por la División Mayor del Fútbol Colombiano con siete fechas y multado con unos 5.000 dólares (10.000.000 de pesos en Colombia).
Luego de destruir la puerta de uno de los camerinos del Estadio Departamental Libertad, el 6 de abril tras el duelo Deportivo Pasto vs. Millonarios, Vanemerak fue sancionado por la Dimayor con tres meses de suspensión y cerca de 6.000 dólares. Ante ello, el estratega consideró la sanción como injusta y exagerada por parte de la Dimayor.
Vanemerak declaró el 10 de abril luego de la sanción impuesta por la Dimayor:"Voy a seguir luchando por el Club y trabajando hasta que me den nueva orden, hasta que vea qué va a pasar. No voy a dar mi brazo a torcer porque no maté a nadie, no le pegué a nadie, no insulté a ningún árbitro, Por eso esta decisión me cayó como un balde agua fría y no pensé que me fueran a sancionar de esta manera. Hice algo que no tenía que hacer y no se porque le dieron tanta importancia a una cosa que sucedió. Algo normal me parece a mi".
El presidente del club Juan Carlos López Castrillón expreso: "Siendo la primera vez que ocurre esto en el fútbol colombiano pediremos la explicación de los alcances de la norma. Lógicamente si uno interpreta la resolución en grado extremo, esa sanción de la Dimayor, está cesando al técnico". El 11 de abril Millonarios emitió un comunicado oficial en el cual coinciden en afirmar que, la conducta de Vanemerak merece una sanción, pero el reglamento es injusto al no darle la oportunidad a los implicados de dar su versión ni ejercer su legítimo derecho a la defensa. 
"La sanción me parece algo exagerada e injusta, no sólo por los tres meses de suspensión, sino porque no se citó a declarar a ningún miembro de la contraparte ni al propio implicado para conocer su versión de los hechos" afirmó el Viceministro del Interior y de Justicia Guillermo Reyes, vicepresidente del club bogotano.
A mediados de 2008, Vanemerak tomó la dirección técnica de Provincial Osorno, club de fútbol que militaba en la Primera división chilena y donde es ídolo local. En este equipo tenía como objetivo juntar la mayor cantidad de puntos para no descender a la Segúnda división, pero no consiguió los resultados esperados y el equipo finalmente descendió a la división inferior. Luego del partido con Santiago Morning en el Estadio Municipal Rubén Marcos Peralta, Vanemerak tuvo un fuerte encuentro con el jugador Mario Núñez, lo que sumado a varios conflictos con el resto del plantel, aceleró su despido cuando aún faltaban tres fechas para terminar el torneo. Año después, Vanemerak sindicó a Núñez, Carlos Verdugo, Marcos Millape y Rodrigo Viligrón de hacerle la cama, desobedeciendo sus instrucciones.
En enero de 2009, Vanemerak regresó a Colombia, esta vez para dirigir al club Patriotas de Tunja, de la Primera B, segunda división del fútbol en Colombia. Pero después de trece partidos y una buena campaña con el equipo de Tunja, sale del club por una pelea con el presidente.
Se ha desempeñado desde entonces como director técnico de la Universidad Sergio Arboleda logrando títulos importantes en este nivel competitivo del fútbol colombiano.
En la actualidad Vanemerak es panelista de la Telepolemica programa en el cual se analiza la Jornada del Fútbol Colombiano.